# Innoventions
Innoventions est à la fois un pavillon du parc Epcot de Walt Disney World Resort ouvert le 1er juillet 1994 en remplacement de CommuniCore et une attraction de Disneyland ouverte en 1998 au sein du Nouveau Tomorrowland.

## Epcot

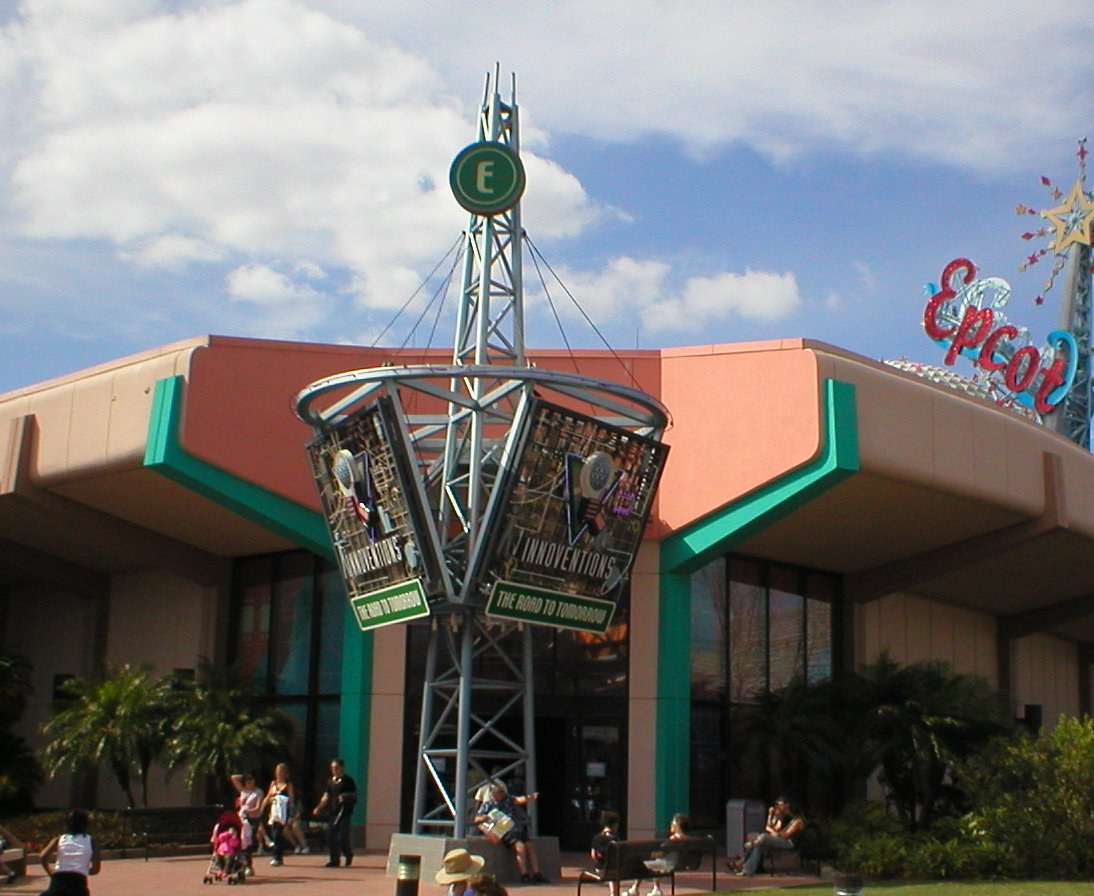
Entrée d'Innoventions en 2005.

Innoventions à Epcot occupe les deux ailes de CommuniCore et comme lui, divisé en deux Innoventions East et Innoventions West. Ce double pavillon sert d'entrée aux autres pavillons du parc. Le but du pavillon est de présenter le « futur proche » au visiteur, de « le rendre tangible, tactile et amusant ».
Les ailes hébergent plusieurs attractions, expositions, restaurants, boutiques et services disposés en deux cercles concentriques séparés par une allée couverte autour d'une place centrale. C'est en cela un espace inspiré des foires internationales modernes ou des expositions vouées à l'électronique, comme le CeBIT ou le Consumer Electronics Show. La plupart des éléments sont tenus par des « entreprises importantes des secteurs innovants », le « top américain dans les domaines technologiques ». Le concept installé en 1994 pour remplacer CommuniCore se veut inspiré des premières attractions-expositions du Tomorrowland initial de Disneyland.
La version d'Epcot a reçu une importante rénovation en 1999 pour la cérémonie du millénaire avec pour thème la Route pour le futur. À cette occasion, la principale boutique fut agrandie et renommée tandis que la place centrale a été décorée avec des auvents aérodynamiques.
- Situation : 28° 22′ 26″ N, 81° 32′ 58″ O

### Innoventions East
- La boutique Centorium fut rénovée, agrandie et rebaptisée MouseGear en 1999. La réouverture a eu lieu le 20 septembre 1999.
- Electric Umbrella est le restaurant remplaçant Stargate Restaurant

#### Attractions actuelles
- Segway
- Forests for Our Future
- Innoventions Internet Zone, sponsorisé par Disney.com
- Fantastic Plastics Works, sponsorisé par la Society of the Plastics Industry
- The House of Innoventions
- Xavix
- Colortopia, sponsorisée par Glidden (en), filiale de PPG Industries[4],[5]

#### Attractions précédentes
Cette liste donne à la fois les attractions et les sponsors ayant présenté une exposition ou une attraction.
- Magic House Show (1er juillet 1994 - Hiver 1994)
- Masco's Magic House Tour (1er juillet 1994 - Printemps 1995
- Honeywell (1er juillet 1994 - Automne 1996)
- Hammacher Schlemmer (1er juillet 1994 - septembre 1997)
- General Electric (1er juillet 1994 - 1er juin 1999)
- General Motors (1er juillet 1994 - 1er juin 1999)
- Apple (21 septembre 1994 - 31 janvier 1998)
- Mr. MIDI (juin 1995 - septembre 1995)
- Oracle Corporation's Information Highway (octobre 1995 - 3 septembre 1997)
- Communications Dream Forum, sponsorisé par Motorola (octobre 1995 - 1er mai 2003) sur la téléphonie
- Family PC (Automne 1995 - 1er juin 1999)
- Disney Interactive (Printemps 1996 - 3 septembre 1997)
- EPCOT Discovery Center (Automne 1996 - 3 octobre 1998)
- Bill Nye - The Science Guy (15 avril 1998 - 1er juin 1999) lié à l'attraction Universe of Energy
- Look Into the Future (1er octobre 1999 - 19 février, 2001)
- Web Site Construction Zone, sponsorisé par GO.com (1er octobre 1999 - 19 février 2001)
- Mission: SPACE Launch Center, sponsorisé parCompaq/HP (mai 2001 - 2003?)
- Discover the Stories Behind the Magic (24 septembre 2001 - fin 2002)

### Innoventions West
- Pasta Piazza Ristorante est un restaurant rapide italien
- Fountain View Espresso and Bakery est un café

#### Attractions actuelles
- Where's the Fire?, sponsorisé par Liberty Mutual
- ThinkPlace, sponsorisé par IBM
- The Ultimate Home Theater Experience sponsorisé par Lutron
- The Great American Farm, sponsorisé par Farm Bureau
- Rockin' Robots, robocoasters sponsorisés par KUKA
- Tom Morrow 2.0's Playground

#### Attractions précédentes
- Alec Tronic
- Beautiful Science, sponsorisé par Monsanto
- Bill Nye - The Science Guy
- The Broadband Connection, sponsorisé par AT&T
- Discover Magazine
- Eclectronics
- Enel/Infobyte VR Presentation
- Ice Station Cool, sponsorisé par Coca-Cola
- Inspired by Vision
- Knowledge Vortex, sponsorisé par Xerox
- Lego Dacta
- Medicine's New Vision, sponsorisé par The Radiological Community
- Sega
- Silicon Graphics
- Time Warner
- Videonics
- Video Games of Tomorrow, sponsorisé par Disney Interactive
- le laboratoire de Walt Disney Imagineering

## Disneyland

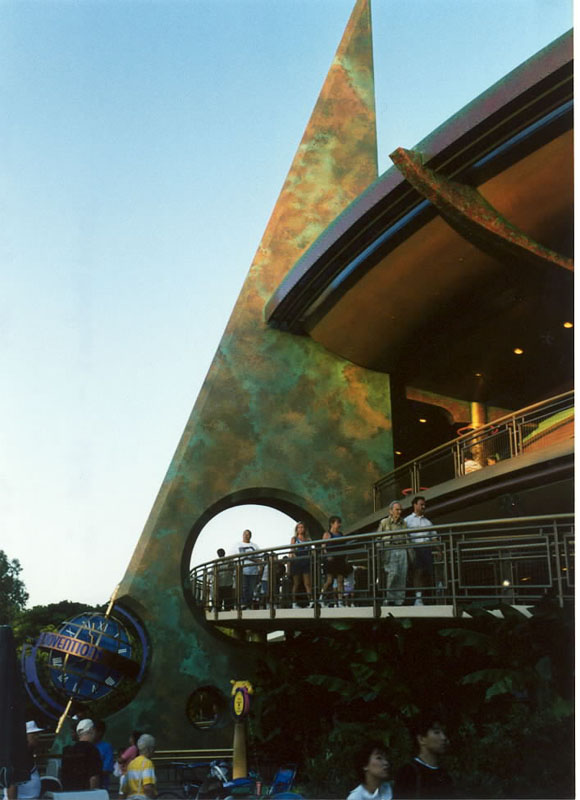
Entrée d'Innoventions en 1998.

La version de Disneyland parfois appelée Innoventions West (sous entendu sur la "côte ouest") occupe le Carrousel Theater qui abritait America Sings (1974-1988) puis Carousel of Progress (1967-1973, transféré au Magic Kingdom). Cette localisation permet d'utiliser la particularité du théâtre de tourner sur lui-même et d'accomplir une rotation complète toutes les 17 minutes 40 secondes.
Le 1er juillet 2017, Siemens annonce l'arrêt de son partenariat avec Disney en octobre 2017 laissant les attractions Spaceship Earth et IllumiNations d'Epcot ainsi qu'Innoventions et It's a Small World de Disneyland sans sponsor.
- Cérémonie d'ouverture : 10 novembre 1998
  - Soft Openings: 3 juillet 1998
- Séquences/thèmes de l'attraction
  - Transports
  - Santé et Sports
  - Maison
  - Travail et École
  - Loisirs
- Vitesse de rotation : 15 cm/s, soit 17 minutes 40 secondes pour une rotation complète
- Type d'attraction : exposition dans un bâtiment rotatif
- Situation : 33° 48′ 43″ N, 117° 55′ 00″ O

### Attractions actuelles
(juillet 2017).
- 1998 : une salle de jeux vidéo gratuits sponsorisée par Hewlett Packard (précédemment Compaq)
- 2000 : Hyperlink Hopscotch par AT&T - succède à un film animé interactif
- 2000 : Virtual Resort de Pioneer, permet de visiter un lieu de séjour virtuel
- 2002 : l'exposition Disney Synergy où il est possible de jouer avec le personnage Stitch
- 2002 : une salle de jeux vidéo gratuits de Disney Interactive et ESPN Videogames
- 2005 : le théâtre ASIMO de Honda présentant durant des sessions de 15 minutes, le robot ASIMO
- 2005 : Virtual Magic Kingdom Central, un lien dans le parc pour apprendre et jouer au jeu VMK

### Attractions précédentes
- 1998-2000 - terrain de jeu sponsorisé par Honeywell
- 1998-2004 - attraction-simulateur de General Motors
- 2004-2005 - piste de Segway pour les visiteurs de plus de 16 ans